# Бузюрово
Бузю́рово (рос. Бузюрово, башк. Бозор) — село у складі Бакалинського району Башкортостану, Росія. Адміністративний центр Бузюровської сільської ради.
Населення — 486 осіб (2010; 591 у 2002).
Національний склад:
- кряшени — 61 %